# Otostigmus burnmurdochi
Otostigmus burnmurdochi är en mångfotingart som beskrevs av Gravely 1912. Otostigmus burnmurdochi ingår i släktet Otostigmus och familjen Scolopendridae. Inga underarter finns listade i Catalogue of Life.